# Pogona microlepidota
Espèce
Synonymes
- Amphibolurus barbatus microlepidotus Glauert, 1952

Pogona microlepidota est une espèce de sauriens de la famille des Agamidae.

## Répartition
Cette espèce est endémique d'Australie-Occidentale. Elle se rencontre au Kimberley.

## Description
Cette espèce atteint au maximum 45 cm dont 27 cm pour la queue.

## Publication originale
- Glauert, 1952 : Herpetological miscellanea. l. Notes of some forms of Diplodactylus. Some new western Australian lizards. Western Australian Naturalist, vol. 3, p. 166-168.